# Berit Kvæven
Berit Kvæven, född 19 november 1942, är en norsk liberal politiker och civilingenjör. Hon var vice ordförande för det liberala partiet Venstre (1976–1982), ordförande för Oslo Venstre (1990), president för Tekna (1990–1993), vice ordförande för Akademikernes Fellesorganisasjon (1991–1993) och ordförande för Norsk Kvinnesaksforening.
Kvæven var även personlig sekreterare (politisk rådgivare) för familj- och konsumentminister Eva Kolstad (1972–1973). Hon var utbildad civilingenjör vid NTH år 1967 och var forskare vid SINTEF från 1968. Hon blev teknologie doktor (doktor ingeniør) i kemi vid NTH år 1975, och var chefsingenjör vid Klima- og forurensningsdirektoratet, där hon har arbetat med internationella uppdrag, bland annat som chef för FN:s övervakningsprogram för surt regn. Hon var suppleant till Stortinget 1997–2001.